# Скополетин
Скополетин (англ. Scopoletin) — один із видів кумаринів.
Міститься в коренях рослин роду Скополія таких як скополія карніолійська та скополія японська, у цикорії, полині віничному, у коренях та листі кропиви (Urtica dioica), у цвіті пасифлори, у рослинах роду Brunfelsia, у калині сливолистій, пасльоні чорному, дурмані індійському, Mallotus resinosus та в Kleinhovia hospita. Його також можна знайти в гуньбі сінній, оцті, деяких віскі або в каві з кульбаби. Подібним до скополетину кумарином є скопарон.
Скополетин є сильно флуоресцентним при розчиненні у диметисульфоксиді або воді, тому регулярно використовується як флуориметричний тест для виявлення перекису водню разом із пероксидазою хрону. При окисленні флуоресценція сильно пригнічується.

## Хімія

### Біосинтез
Як у більшості фенілпропаноїдів, біосинтетичним попередником скополетинової кислоти є 4-кумароїл-КоА. Скополетин отримують з 1,2-бензопіронів, які є основною структурою кумаринів, утворених гідроксилюванням циннаматів, транс-цис-ізомеризацією бічного ланцюга та лактонізацією. CYP98A (C3'H) — це ферменти, що належать до сімейства цитохромів P450, які каталізують мета-гідроксилювання похідних р-кумарату, важливий етап на шляху до фенілпропаноїдів. Що стосується скополетину, більшість біосинтетичних досліджень засновані на різушці Таля.

### Похідні/споріднені сполуки
Скополін — глюкозид скополетину, що утворюється під дією ферменту скополетин глюкозилтрансферази.

## Використання

### Традиційна медицина
Зазвичай скополетин застосовували для терапії ревматичного артриту в традиційній китайській медицині.